# Canton de Villemur-sur-Tarn
Le canton de Villemur-sur-Tarn est une circonscription électorale française de l'arrondissement de Toulouse, dans le département de la Haute-Garonne en région Occitanie.

## Histoire
- À la suite du redécoupage cantonal de 2014, les limites territoriales du canton sont remaniées. Le nombre de communes du canton passe de 7 à 19. Le canton de Villemur-sur-Tarn se voit adjoindre une partie des anciens cantons de Fronton (Bouloc, Castelnau-d'Estrétefonds, Cépet, Fronton, Gargas, Saint-Rustice, Saint-Sauveur, Vacquiers, Villaudric et Villeneuve-lès-Bouloc) et Montastruc-la-Conseillère (Bessières et Buzet-sur-Tarn).

## Représentation

### Conseillers d'arrondissement (de 1833 à 1940)
| Période                                  | Période | Identité                         | Étiquette   | Qualité |
| ---------------------------------------- | ------- | -------------------------------- | ----------- | --- |
| 1833                                     | 1836    | M. Roques                        |             | Maire de Villemur                                                                                           |
| 1836                                     | 1842    | Emmanuel de Vacquier (1800-1864) |             | Avocat à Toulouse, propriétaire à Villemur                                                                  |
| 1842                                     | 1848    | Marquis de Lostanges             |             | Propriétaire à Villemur                                                                                     |
|                                          |         |                                  |             | |
| 1874                                     | 1880    | M. Bouzigues                     |             | Notaire à Layrac-sur-Tarn                                                                                   |
| 1880                                     | 1883    | Xavier François Rémy             | Républicain | Propriétaire, maire de Bondigoux                                                                            |
| 1883                                     | 1898    | Pierre Monrufet                  | Républicain | Maire de Villemur                                                                                           |
| 1898                                     | 1907    | Célestin Calmel                  | Radical     | Cultivateur Maire de Mirepoix (1878-1911)                                                                   |
| 1907                                     | 1919    | Louis Amat                       | Radical     | Notaire, suppléant du juge de paix, maire de Villemur                                                       |
| 1919                                     | 1936    | Urbain Vignères                  | Radical     | Médecin, adjoint au maire de Villemur-sur-Tarn                                                              |
| 1936                                     | 1940    | Pierre Richard                   | Radical     | Maire de Mirepoix                                                                                           |
| 1940                                     |         |                                  |             | Les conseils d'arrondissement ont été suspendus par la loi du 12 octobre 1940 et n'ont jamais été réactivés |
| Les données manquantes sont à compléter. |         |                                  |             | |

### Conseillers généraux de 1833 à 2015
| Période | Période      | Identité                                                    | Étiquette             | Qualité |
| ------- | ------------ | ----------------------------------------------------------- | --------------------- | --- |
| 1833    | 1845         | Jean Gasc                                                   | Droite monarchiste    | Avocat, adjoint au maire de Toulouse Député (1849-1851), membre du Conseil d'État                                                                |
| 1845    | 1848         | Marquis Eugène-Anne-Adolphe de Boyer de Castanet de Tauriac | Majorité dynastique   | Propriétaire à Toulouse Député (1846-1848) |
| 1848    | 1848         | Jean Gasc                                                   | Monarchiste           | Également élu à Toulouse (canton de Toulouse-Centre)                                                                                             |
| 1848    | 1852         | Emmanuel de Vacquier                                        |                       | Avocat à Toulouse, propriétaire à Villemur-sur-Tarn, ancien conseiller d'arrondissement                                                          |
| 1852    | 1863 (décès) | Marquis Eugène-Anne-Adolphe de Boyer de Castanet de Tauriac | Majorité dynastique   | Propriétaire à Toulouse Député (1846-1848 et 1852-1863)                                                                                          |
| 1864    | 1871         | Jean Gasc                                                   | Droite monarchiste    | Membre du Conseil d'État Président du conseil général                                                                                            |
| 1871    | 1877         | Alain Courthiade                                            | Républicain           | Manufacturier Maire de Villemur-sur-Tarn (1870-1874)                                                                                             |
| 1877    | 1885 (décès) | Gabriel Chapelon-Grasset (1848-1885)                        | Droite                | Poète, propriétaire du château de Peyraux à Villemur-sur-Tarn                                                                                    |
| 1885    | 1901         | Xavier François Rémy                                        | Républicain           | Propriétaire, maire de Bondigoux |
| 1901    | 1907         | Jean-Marie Élie Brusson (1840-1916)                         | Républicain           | Manufacturier Maire de Villemur-sur-Tarn (1896-1907)                                                                                             |
| 1907    | 1913         | Célestin Calmel                                             | Rad.                  | Cultivateur Maire de Mirepoix (1878-1911) Ancien conseiller d'arrondissement                                                                     |
| 1913    | 1936 (décès) | Charles Ourgaut (1859-1936)                                 | Rad.soc.              | Ingénieur des Ponts et Chaussées Vice-président (1924-1928) puis président du conseil général (1928-1936) Maire de Villemur-sur-Tarn (1912-1936) |
| 1936    | 1940         | Urbain Vignères (1878-1942)                                 | Rad.soc.              | Médecin Maire de Villemur-sur-Tarn (1936-1938) Ancien conseiller d'arrondissement                                                                |
|         |              |                                                             |                       | |
| 1943    | 1945         | Pierre-Désiré Barbe (1879-1962)                             |                       | Marchand de tissus Maire de Villemur-sur-Tarn (1938-1944) Nommé conseiller départemental en 1943                                                 |
|         |              |                                                             |                       | |
| 1945    | 1951         | Eugène Boudy (1882-1951)                                    | SFIO                  | Receveur principal des contributions indirectes Maire de Villemur-sur-Tarn (1944-1947)                                                           |
| 1951    | 1994         | Léon Eeckhoutte                                             | SFIO puis PS          | Professeur agrégé Sénateur (1971-1989) Président du conseil général (1966-1988) Maire de Villemur-sur-Tarn (1947-1995)                           |
| 1994    | 2015         | Jean-Marc Dumoulin                                          | UDF puis UMP puis UDI | Gérant de société Maire de Villemur-sur-Tarn (depuis 2014)                                                                                       |

Après avoir démissionné (le 25 juin 2007), Jean-Marc Dumoulin est réélu conseiller général lors d'une élection partielle les 16 et 23 septembre 2007.

### Conseillers départementaux à partir de 2015
| Période élective | Période élective | Mandat | Mandat   | Identité             | Nuance | Nuance | Qualité                                                                                                |
| ---------------- | ---------------- | ------ | -------- | -------------------- | ------ | ------ | --- |
| 2015             | 2021             | 2015   | 2021     | Ghislaine Cabessut   |        | PS     | Maire de Bouloc (2014-2020), ancienne conseillère générale du canton de Fronton                        |
| 2015             | 2021             | 2015   | 2021     | Jean-Luc Raysseguier |        | PS     | Maire de Bessières (2001-2020)                                                                         |
| 2021             | 2028             | 2021   | en cours | Karine Barrière      |        | HOR    | Podologue-pédicure 1ère adjointe au maire de Fronton                                                   |
| 2021             | 2028             | 2021   | en cours | Jean-Marc Dumoulin   |        | UDI    | maire de Villemur-sur-Tarn, Président de la Communauté de communes Val'Aïgo, ancien conseiller général |

### Résultats détaillés

#### Élections de mars 2015
À l'issue du 1er tour des élections départementales de 2015, trois binômes sont en ballottage :  Marie-Hélène Champagnac et Jean-Marc Dumoulin (DVD, 32,15 %), Carine Burgalat et Julien Leonardelli (FN, 30,10 %) et Ghislaine Cabessut et Jean-Luc Raysseguier (PS, 29,80 %). Le taux de participation est de 56,42 % (16 568 votants sur 29 366 inscrits) contre 52,11 % au niveau départemental et 50,17 % au niveau national.
Au second tour, Ghislaine Cabessut et Jean-Luc Raysseguier (PS) sont élus avec 36,97 % des suffrages exprimés et un taux de participation de 58,61 % (6 139 voix pour 17 212 votants et 29 367 inscrits).

#### Élections de juin 2021
Le premier tour des élections départementales de 2021 est marqué par un très faible taux de participation (33,26 % au niveau national). Dans le canton de Villemur-sur-Tarn, ce taux de participation est de 35,7 % (11 675 votants sur 32 707 inscrits) contre 36,67 % au niveau départemental. À l'issue de ce premier tour, deux binômes sont en ballottage : Karine Barrière et Jean-Marc Dumoulin (DVC, 27,11 %) et François Bataille et Celine Croisier (Union à gauche, 23,76 %).
Le second tour des élections est marqué une nouvelle fois par une abstention massive équivalente au premier tour. Les taux de participation sont de 34,36 % au niveau national, 36,26 % dans le département et 34,65 % dans le canton de Villemur-sur-Tarn. Karine Barrière et Jean-Marc Dumoulin (DVC) sont élus avec 55,22 % des suffrages exprimés (5 724 voix pour 11 334 votants et 32 713 inscrits),,.

## Composition

### Composition avant 2015

Situation du canton de Villemur-sur-Tarn dans son arrondissement avant 2015.

Le canton de Villemur-sur-Tarn comprenait sept communes.
| Nom                           | Code Insee | Codepostal | Superficie (km2) | Population (dernière pop. légale) | Densité (hab./km2) |
| ----------------------------- | ---------- | ---------- | ---------------- | --------------------------------- | ------------------ |
| Villemur-sur-Tarn (chef-lieu) | 31584      | 31340      | 46,57            | 5 712 (2012)                      | 123                |
| Villematier                   | 31583      | 31340      | 14,96            | 1 028 (2012)                      | 69                 |
| Le Born                       | 31077      | 31340      | 10,85            | 469 (2012)                        | 43                 |
| Bondigoux                     | 31073      | 31340      | 7,46             | 489 (2012)                        | 66                 |
| Mirepoix-sur-Tarn             | 31346      | 31340      | 5,46             | 721 (2012)                        | 132                |
| Layrac-sur-Tarn               | 31288      | 31340      | 7,25             | 327 (2012)                        | 45                 |
| La Magdelaine-sur-Tarn        | 31311      | 31340      | 6,82             | 1 093 (2012)                      | 160                |

### Composition depuis 2015
Le nouveau canton de Villemur-sur-Tarn comprend désormais 19 communes entières.
| Nom                                       | Code Insee | Intercommunalité  | Superficie (km2) | Population (dernière pop. légale) | Densité (hab./km2) | Modifier                                    |
| ----------------------------------------- | ---------- | ----------------- | ---------------- | --------------------------------- | ------------------ | ------------------------------------------- |
| Villemur-sur-Tarn (bureau centralisateur) | 31584      | CC Val'Aïgo       | 46,57            | 6 235 (2022)                      | 134                | modifier les données · modifier les données |
| Bessières                                 | 31066      | CC Val'Aïgo       | 16,68            | 4 238 (2022)                      | 254                | modifier les données · modifier les données |
| Bondigoux                                 | 31073      | CC Val'Aïgo       | 7,46             | 749 (2022)                        | 100                | modifier les données · modifier les données |
| Le Born                                   | 31077      | CC Val'Aïgo       | 10,85            | 658 (2022)                        | 61                 | modifier les données · modifier les données |
| Bouloc                                    | 31079      | CC du Frontonnais | 18,55            | 4 655 (2022)                      | 251                | modifier les données · modifier les données |
| Buzet-sur-Tarn                            | 31094      | CC Val'Aïgo       | 30,19            | 2 847 (2022)                      | 94                 | modifier les données · modifier les données |
| Castelnau-d'Estrétefonds                  | 31118      | CC du Frontonnais | 28,32            | 6 915 (2022)                      | 244                | modifier les données · modifier les données |
| Cépet                                     | 31136      | CC du Frontonnais | 7,11             | 2 325 (2022)                      | 327                | modifier les données · modifier les données |
| Fronton                                   | 31202      | CC du Frontonnais | 45,79            | 6 664 (2022)                      | 146                | modifier les données · modifier les données |
| Gargas                                    | 31211      | CC du Frontonnais | 7,28             | 758 (2022)                        | 104                | modifier les données · modifier les données |
| Layrac-sur-Tarn                           | 31288      | CC Val'Aïgo       | 7,25             | 312 (2022)                        | 43                 | modifier les données · modifier les données |
| La Magdelaine-sur-Tarn                    | 31311      | CC Val'Aïgo       | 6,82             | 1 226 (2022)                      | 180                | modifier les données · modifier les données |
| Mirepoix-sur-Tarn                         | 31346      | CC Val'Aïgo       | 5,46             | 1 132 (2022)                      | 207                | modifier les données · modifier les données |
| Saint-Rustice                             | 31515      | CC du Frontonnais | 2,36             | 429 (2022)                        | 182                | modifier les données · modifier les données |
| Saint-Sauveur                             | 31516      | CC du Frontonnais | 7,04             | 2 235 (2022)                      | 317                | modifier les données · modifier les données |
| Vacquiers                                 | 31563      | CC du Frontonnais | 19,61            | 1 440 (2022)                      | 73                 | modifier les données · modifier les données |
| Villaudric                                | 31581      | CC du Frontonnais | 12,16            | 1 649 (2022)                      | 136                | modifier les données · modifier les données |
| Villematier                               | 31583      | CC Val'Aïgo       | 14,96            | 1 116 (2022)                      | 75                 | modifier les données · modifier les données |
| Villeneuve-lès-Bouloc                     | 31587      | CC du Frontonnais | 12,66            | 1 687 (2022)                      | 133                | modifier les données · modifier les données |
| Canton de Villemur-sur-Tarn               | 3127       |                   | 307,12           | 47 270 (2022)                     | 154                | modifier les données                        |

## Démographie

### Démographie avant 2015
| 1962  | 1968  | 1975  | 1982  | 1990  | 1999  | 2006  | 2011  | 2012  |
| ----- | ----- | ----- | ----- | ----- | ----- | ----- | ----- | ----- |
| 6 155 | 6 808 | 6 804 | 6 866 | 7 557 | 7 781 | 8 679 | 9 745 | 9 839 |

### Démographie depuis 2015
En 2022, le canton comptait 47 270 habitants, en évolution de +9,64 % par rapport à 2016 (Haute-Garonne : +8,02 %, France hors Mayotte : +2,11 %).
| 2013   | 2018   | 2022   |
| ------ | ------ | ------ |
| 40 922 | 44 362 | 47 270 |